# Liste der Kulturgüter in Ecublens VD
Die Liste der Kulturgüter in Ecublens VD enthält alle Objekte in der Gemeinde Ecublens im Kanton Waadt, die gemäss der Haager Konvention zum Schutz von Kulturgut bei bewaffneten Konflikten, dem Bundesgesetz vom 20. Juni 2014 über den Schutz der Kulturgüter bei bewaffneten Konflikten sowie der Verordnung vom 29. Oktober 2014 über den Schutz der Kulturgüter bei bewaffneten Konflikten unter Schutz stehen.
Objekte der Kategorien A und B sind vollständig in der Liste enthalten, Objekte der Kategorie C fehlen zurzeit (Stand: 13. Oktober 2021).

## Kulturgüter
| Foto |                                                                                      | Objekt | Kat. | Typ | Standort                             | Beschreibung |
| ---- | ------------------------------------------------------------------------------------ | --- | ---- | --- | ------------------------------------ | ------------ |
| ja   | Datei hochladen · Wikidata zu Kantons- und Universitätsbibliothek Lausanne (Q676831) | Kantons- und Universitätsbibliothek Lausanne / Bibliothèque cantonale et universitaire de Lausanne, BCUL site Unithèque KGS-Nr.: 8933                                                                       | A    | S   | Allée de Dorigny 1 534077 / 152739   |              |
| ja   | Datei hochladen · Wikidata zu Les archives de la Fondation Jean Monnet (Q3075474)    | Jean-Monnet-Stiftung für Europa, Archiv und Bibliothek / Fondation Jean Monnet pour l’Europe, archives et bibliothèque KGS-Nr.: 9159                                                                        | A    | S   | Route de la Sorge 1 534298 / 152881  |              |
| ja   | Datei hochladen · Wikidata zu Archives de la construction moderne (Q27483170)        | Archiv des modernen Bauwesens (EPFL) / Archives de la construction moderne (EPFL) KGS-Nr.: 10596 | A    | S   | EPFL, Bâtiment SG 532880 / 152558    |              |
| BW   | Datei hochladen · Wikidata zu Château-de-la-Motte (Q29890771)                        | Château-de-la-Motte, Überreste einer feudalen Motte / Château-de-la-Motte, vestiges d’une motte féodole KGS-Nr.: 6066                                                                                       | B    | F   | Route du Bois 533140 / 154461        |              |
| BW   | Datei hochladen · Wikidata zu (Q29890769)                                            | Institut Benjamin Constant, Kantons- und Universitätsbibliothek, Unithèque / Institut Benjamin Constant, Bibliothèque cantonale et universitaire, Unithèque KGS-Nr.: 14625                                  | B    | S   | Allée de Dorigny 1 534076 / 152736   |              |
| BW   | Datei hochladen · Wikidata zu (Q29890767)                                            | Forschungszentrum für Texte der Romandie, Kantons- und Universitätsbibliothek, Unithèque / Centre de recherches sur les lettres romandes, Bibliothèque cantonale et universitaire, Unithèque KGS-Nr.: 14626 | B    | S   | Allée de Dorigny 1 534078 / 152738   |              |
| ja   | Datei hochladen · Wikidata zu Musée Bolo (Q3329097)                                  | Bolo’s Computer Museum KGS-Nr.: 14627 | B    | S   | EPFL, Bâtiment INF 532872 / 152321   |              |
| ja   | Datei hochladen · Wikidata zu Bibliothek der EPFL (Q27480131)                        | Bibliothek der EPFL / Bibliothèque de l’EPFL KGS-Nr.: 14628 | B    | S   | Route des Noyerettes 533185 / 152243 |              |